# トガリチャバネセセリ
トガリチャバネセセリ（尖茶羽挵、 Pelopidas agna）は、チョウ目（鱗翅目）セセリチョウ上科セセリチョウ科に属するチョウの一種。

## 概要
チャバネセセリと非常によく似ており、国内での本種の分布域にはチャバネもいるため区別しづらい。後翅裏の白斑が消失しかけること（ただし雌は明瞭になる）、前翅先端が尖ることで同定できる。前翅中央の黒ずむ線は雄の性標。明るい草地を好み、敏捷に飛ぶ。
成虫は多化性で年中発生。越冬態不定。幼虫の食草はササクサ・オガサワラスズメノヒエが記録されているが、他にもあるかもしれない。

## 分布
石垣島・西表島・与那国島に分布。ほか宮古島・沖縄本島では記録がある。国外ではインド・オーストラリア区。

## 分類

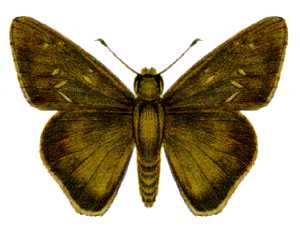
オーストラリア亜種 P. a. dingo

種の記載年については1865年とするものと1866年とするものがあり、ここで日本産昆虫目録データベースに従い「[1866]」の表記とした。
基亜種 P. agna agna の他に少なくとも以下ものが亜種として区別されることがある。
- Pelopidas agna agnata Evans, 1937　パプアニューギニア
- Pelopidas agna dingo Evans, 1949 オーストラリア